# Veloporphyrellus
Veloporphyrellus es un género de hongo en la familia Boletaceae. Las especies se caracterizan por tener un himenóforo rosado o rosado grisáceo, un velo parcial tipo membrana que cuelga del borde del sombrero, esporas suaves, y una cutícula del sombrero tipo tricoderma. El género circunscripto en 1984, contiene cinco especies.